# Alepidomus evermanni
Alepidomus evermanni és una espècie de peix pertanyent a la família dels aterínids i l'única del gènere Alepidomus.

## Descripció
- Pot arribar a fer 3,3 cm de llargària màxima.[3]

## Hàbitat
És un peix d'aigua dolça, bentopelàgic i de clima tropical.

## Distribució geogràfica
Es troba a l'oest de Cuba.

## Observacions
És inofensiu per als humans.